# هاکیویل (آلاباما)
هاکیویل (به انگلیسی: Huckaville) یک منطقهٔ مسکونی در ایالات متحده آمریکا است که در شهرستان کاوینگتون، آلاباما واقع شده‌است. هاکیویل ۵۶٫۰۸ متر بالاتر از سطح دریا قرار دارد.